# بيل إيروين
بيل إيروين (بالإنجليزية: Bill Irwin)‏ مواليد 11 أبريل 1950 في سانتا مونيكا، الولايات المتحدة، هو ممثل وكوميدي أمريكي بدأ مسيرته الفنية عام 1974.

## الأعمال
- في انتظار غودو
- غرينش (فيلم)
- عرض كوسبي (مسلسل)
- ثالث كوكب بعد الشمس (مسلسل)

## وصلات خارجية
- بيل إيروين على موقع IMDb (الإنجليزية)
- بيل إيروين على موقع الموسوعة البريطانية (الإنجليزية)
- بيل إيروين على موقع ألو سيني (الفرنسية)
- بيل إيروين على موقع ميوزك برينز (الإنجليزية)
- بيل إيروين على موقع أول موفي (الإنجليزية)
- بيل إيروين على موقع قاعدة بيانات برودواي على الإنترنت (الإنجليزية)
- بيل إيروين على موقع قاعدة بيانات الأفلام السويدية (السويدية)
- بيل إيروين على موقع إن إن دي بي (الإنجليزية)
- بيل إيروين على موقع ديسكوغز (الإنجليزية)
- بيل إيروين على موقع قاعدة بيانات الفيلم (الإنجليزية)